# 普魯士的威廉王子 (1783年—1851年)
普魯士的威廉（德語：Wilhelm von Preußen，1783年7月3日—1851年9月28日），普魯士國王腓特烈·威廉二世的幼子。

## 家庭
1804年，威廉與黑森-洪堡的瑪麗亞·安娜結婚。兩人的母親是姐妹，因此威廉和瑪麗亞·安娜是表兄妹。兩人共有3子2女：
1. 塔西洛（1811年—1813年），夭折
2. 阿達爾貝特（1811年—1873年）
3. 伊莉莎白（1815年—1885年）
4. 瓦爾德馬（1817年—1849年）
5. 瑪麗（1825年—1889年），巴伐利亞王后